# Шассан, Реджин
Реджин Шассан (имя при рождении — Режи́н Александра́ Шасса́нь (фр. Régine Alexandra Chassagne, [ʁeˈʒin ʃaˈsaːɲ]); род. 19 августа 1976 года) — канадская певица, музыкант, участница и одна из основателей рок-группы Arcade Fire. Состоит в браке с сооснователем группы Уином Батлером.

## Жизнь и карьера
Реджин Шассан родилась в Монреале, Квебек, Канада и выросла в Сен-Ламбер, южном пригороде Монреаля. Её родители эмигрировали из Гаити во время правления диктатора Франсуа Дювалье, о котором упоминается в одной из песен Arcade Fire «Haiti», в которой есть строчки Mes cousins jamais nés hantent les nuits de Duvalier (Мои нерождённые кузины являются Дювалье ночью). Возможно, это упоминание о родственниках, которые были убиты во время бойни Джереми Уесперса.
Реджин Шассан, будучи студенткой, выступала на сцене, исполняя джазовые стандарты, на открытии художественной выставки в Университете Конкордия (Concordia University) в 2002 году, там она и познакомилась с Уином Батлером. Быстро став неразлучными, Уин и Реджин переехали в монреальский район Майл Энд, на верхнем этаже дома оборудовав себе импровизированную записывающую студию. В 2003 году Батлер и Шассан поженились: церемония прошла в августе на загородной ферме.
Реджин играет на многих инструментах, включая аккордеон, барабаны, клавишные, перкуссию, ксилофон и орган. Также является вокалисткой группы.